# Palmarés de clubes soviéticos de futebol
Esta é uma lista dos títulos e troféus conquistados pelos clubes soviéticos que participaram nas competições desse país de futebol até a época de 1991/92 quando houve a dissolução da URSS. Esta lista inclui as competições nacionais organizadas pela Federação de Futebol da União Soviética, essas competições eram: O Campeonato Soviético, a Taça da União Soviética, a Supertaça da União Soviética e a Taça da Federação de Futebol da União Soviética. A lista também inclui as competições internacionais vencidas pelos clubes da URSS reconhecidas pela UEFA que são: A UEFA Cup Winners' Cup e a UEFA Supercup.

## Lista
| Palmarés de clubes da União das Repúblicas Socialistas Soviéticas de futebol (1922-1991) | Palmarés de clubes da União das Repúblicas Socialistas Soviéticas de futebol (1922-1991) | Palmarés de clubes da União das Repúblicas Socialistas Soviéticas de futebol (1922-1991) | Palmarés de clubes da União das Repúblicas Socialistas Soviéticas de futebol (1922-1991) | Palmarés de clubes da União das Repúblicas Socialistas Soviéticas de futebol (1922-1991) | Palmarés de clubes da União das Repúblicas Socialistas Soviéticas de futebol (1922-1991) | Palmarés de clubes da União das Repúblicas Socialistas Soviéticas de futebol (1922-1991) | Palmarés de clubes da União das Repúblicas Socialistas Soviéticas de futebol (1922-1991) | Palmarés de clubes da União das Repúblicas Socialistas Soviéticas de futebol (1922-1991) | Palmarés de clubes da União das Repúblicas Socialistas Soviéticas de futebol (1922-1991) | Palmarés de clubes da União das Repúblicas Socialistas Soviéticas de futebol (1922-1991) | Palmarés de clubes da União das Repúblicas Socialistas Soviéticas de futebol (1922-1991) |
|                                                                                          |                                                                                          |                                                                                          | Competições                                                                              | Competições                                                                              | Competições                                                                              | Competições                                                                              | Competições                                                                              | Competições                                                                              |                                                                                          |                                                                                          |                                                                                          |
| Nacionais                                                                                | Nacionais                                                                                | Nacionais                                                                                | Nacionais                                                                                | Continentais                                                                             | Continentais                                                                             |                                                                                          |                                                                                          |                                                                                          |                                                                                          |                                                                                          |                                                                                          |
| #                                                                                        | Clubes                                                                                   | República                                                                                | Campeonato                                                                               | Taça                                                                                     | Supertaça                                                                                | Taça da Federação                                                                        | Taça das Taças                                                                           | Supertaça Europeia                                                                       | Total                                                                                    | Último troféu conquistado                                                                | Ano                                                                                      |
| ---------------------------------------------------------------------------------------- | ---------------------------------------------------------------------------------------- | ---------------------------------------------------------------------------------------- | ---------------------------------------------------------------------------------------- | ---------------------------------------------------------------------------------------- | ---------------------------------------------------------------------------------------- | ---------------------------------------------------------------------------------------- | ---------------------------------------------------------------------------------------- | ---------------------------------------------------------------------------------------- | ---------------------------------------------------------------------------------------- | ---------------------------------------------------------------------------------------- | ---------------------------------------------------------------------------------------- |
| 1                                                                                        | Dínamo de Kiev                                                                           | Ucraniana                                                                                | 13                                                                                       | 9                                                                                        | 3                                                                                        | -                                                                                        | 2                                                                                        | 1                                                                                        | 28                                                                                       | Taça da URSS                                                                             | 1990                                                                                     |
| 2                                                                                        | Spartak de Moscovo                                                                       | Russa                                                                                    | 12                                                                                       | 10                                                                                       | -                                                                                        | 1                                                                                        | -                                                                                        | -                                                                                        | 23                                                                                       | Taça da URSS                                                                             | 1992                                                                                     |
| 3                                                                                        | Dínamo de Moscovo                                                                        | Russa                                                                                    | 11                                                                                       | 6                                                                                        | 1                                                                                        | -                                                                                        | -                                                                                        | -                                                                                        | 18                                                                                       | Taça da URSS                                                                             | 1984                                                                                     |
| 4                                                                                        | CSKA Moscovo                                                                             | Russa                                                                                    | 7                                                                                        | 5                                                                                        | -                                                                                        | -                                                                                        | -                                                                                        | -                                                                                        | 12                                                                                       | Taça da URSS                                                                             | 1991                                                                                     |
| 5                                                                                        | Torpedo Moscovo                                                                          | Russa                                                                                    | 3                                                                                        | 6                                                                                        | -                                                                                        | -                                                                                        | -                                                                                        | -                                                                                        | 9                                                                                        | Taça da URSS                                                                             | 1986                                                                                     |
| 6                                                                                        | Dnipro Dnipropetrovsk                                                                    | Ucraniana                                                                                | 2                                                                                        | 1                                                                                        | 1                                                                                        | 2                                                                                        | -                                                                                        | -                                                                                        | 6                                                                                        | Taça da URSS                                                                             | 1989                                                                                     |
| 7                                                                                        | Dínamo Tbilisi                                                                           | Georgiana                                                                                | 2                                                                                        | 2                                                                                        | -                                                                                        | -                                                                                        | 1                                                                                        | -                                                                                        | 5                                                                                        | Taça das Taças da UEFA                                                                   | 1981                                                                                     |
| 8                                                                                        | Shakhtar Donetsk                                                                         | Ucraniana                                                                                | -                                                                                        | 4                                                                                        | 1                                                                                        | -                                                                                        | -                                                                                        | -                                                                                        | 5                                                                                        | Supertaça da URSS                                                                        | 1983                                                                                     |
| 9                                                                                        | Ararat Erevan                                                                            | Armênia                                                                                  | 1                                                                                        | 2                                                                                        | -                                                                                        | -                                                                                        | -                                                                                        | -                                                                                        | 3                                                                                        | Taça da URSS                                                                             | 1975                                                                                     |
| 10                                                                                       | Zenit Leningrado                                                                         | Russa                                                                                    | 1                                                                                        | 1                                                                                        | 1                                                                                        | -                                                                                        | -                                                                                        | -                                                                                        | 3                                                                                        | Supertaça da URSS                                                                        | 1984                                                                                     |
| 11                                                                                       | Lokomotiv Moscovo                                                                        | Russa                                                                                    | -                                                                                        | 2                                                                                        | -                                                                                        | -                                                                                        | -                                                                                        | -                                                                                        | 2                                                                                        | Taça da URSS                                                                             | 1957                                                                                     |
| 12                                                                                       | Dínamo de Minsk                                                                          | Bielorrussa                                                                              | 1                                                                                        | -                                                                                        | -                                                                                        | -                                                                                        | -                                                                                        | -                                                                                        | 1                                                                                        | Campeonato da URSS                                                                       | 1982                                                                                     |
| 13                                                                                       | Zorya Voroshilovhrad                                                                     | Ucraniana                                                                                | 1                                                                                        | -                                                                                        | -                                                                                        | -                                                                                        | -                                                                                        | -                                                                                        | 1                                                                                        | Campeonato da URSS                                                                       | 1972                                                                                     |
| 14                                                                                       | SKA Rostov-on-Don                                                                        | Russa                                                                                    | -                                                                                        | 1                                                                                        | -                                                                                        | -                                                                                        | -                                                                                        | -                                                                                        | 1                                                                                        | Taça da URSS                                                                             | 1981                                                                                     |
| 15                                                                                       | Karpaty Lvov                                                                             | Ucraniana                                                                                | -                                                                                        | 1                                                                                        | -                                                                                        | -                                                                                        | -                                                                                        | -                                                                                        | 1                                                                                        | Taça da URSS                                                                             | 1969                                                                                     |
| 16                                                                                       | Chornomorets Odessa                                                                      | Ucraniana                                                                                | -                                                                                        | -                                                                                        | -                                                                                        | 1                                                                                        | -                                                                                        | -                                                                                        | 1                                                                                        | Taça da FFURSS                                                                           | 1990                                                                                     |
| 17                                                                                       | Kairat Almaty                                                                            | Cazaque                                                                                  | -                                                                                        | -                                                                                        | -                                                                                        | 1                                                                                        | -                                                                                        | -                                                                                        | 1                                                                                        | Taça da FFURSS                                                                           | 1988                                                                                     |
| Ref.                                                                                     | Ref.                                                                                     | Ref.                                                                                     | [carece de fontes?]                                                                      | [carece de fontes?]                                                                      | [carece de fontes?]                                                                      | [carece de fontes?]                                                                      | [carece de fontes?]                                                                      | [ 1 ]                                                                                    | -                                                                                        | -                                                                                        | -                                                                                        |